# 奥里奥尔
奥里奥尔（法語發音：[oʁjɔl]）是法国普罗旺斯-阿尔卑斯-蓝色海岸大区罗讷河口省的一个市镇，位于该省东南部，属于马赛区。

## 地理
奥里奥尔（43°22'10"N, 5°37'53"E）面积44.64 平方千米，位于法国普罗旺斯-阿尔卑斯-蓝色海岸大区罗讷河口省，该省份为法国东南部沿海省份，北起沃克吕兹省，西接加尔省，南濒地中海，东临瓦尔省。
与奥里奥尔接壤的市镇（或旧市镇、城区）包括：拉布亚迪斯、拉代斯特鲁斯、热姆诺斯、罗克韦尔、特雷茨、普朗多普斯圣博姆、圣扎卡里。
奥里奥尔的时区为UTC+01:00、UTC+02:00（夏令时）。

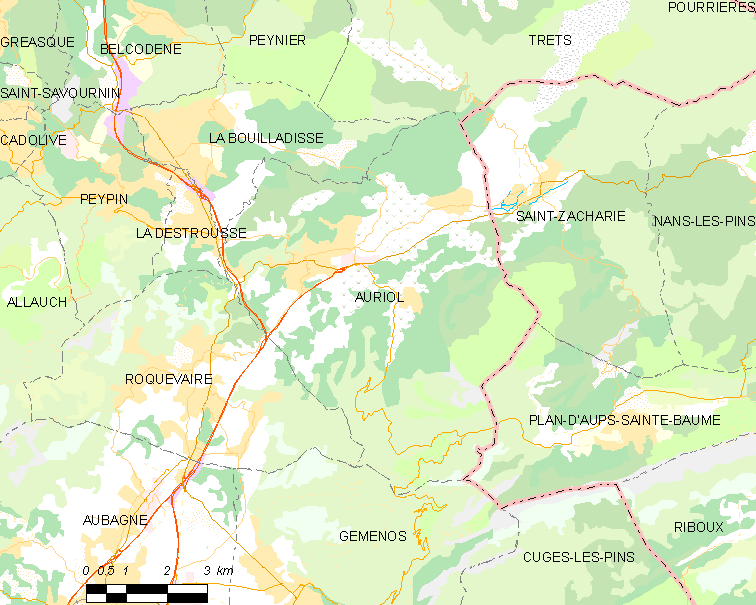
奥里奥尔的OSM定位图

## 行政
奥里奥尔的邮政编码为13390，INSEE市镇编码为13007。

## 政治
奥里奥尔所属的省级选区为阿洛县。

## 人口

1962-2008年间奥里奥尔人口变化图示

奥里奥尔于2022年1月1日时的人口数量为12986人。